# Josée Nicola
Josée Nicola (Antwerpen, 21 september 1918 – Diest, 20 juni 2007) was balletdanseres in Antwerpen en Gent en oprichtster in september 1947 van de Belgische Balletschool te Antwerpen, sinds 1997 de Koninklijke Belgische Balletschool. 
Nicola volgde als kind balletlessen in het Théâtre Royal (de Franse Opera) in Antwerpen. Ze kreeg les van befaamde namen uit de balletwereld zoals de choreograaf-balletmeester W.Karnetzki aan de Koninklijke Vlaamse Opera. Daar was ze van 1942 tot 1948 solodanseres (en eerste solodanseres vanaf 1945).
Na haar actieve loopbaan maakte ze deel uit van de slechts korte tijd bestaande Antwerpse balletgroep de Belgische Balletten, samen met Valentina Belova, Mia Mertens en Marc Hertsens. Ze richtte haar eigen balletschool op, aanvankelijk in de foyer van de Opera, maar al snel daarna gevestigd in Deurne. Sinds 1958 gaf ze ook balletles aan de stedelijke muziekacademie in Beringen. Later werd er de Balletstudio Josée Nicola Beringen vzw naar haar vernoemd. Ze stichtte in 1968 ook een balletschool in Diest. Deze laatste is in 2018 ook tot koninklijk benoemd onder leiding van directeur Christof Kenes, die onder leiding van mevrouw Nicola meer dan 40 jaar balletervaring heeft. Ook haar zus Anna speelde een belangrijke rol in de balletschool: zij was hoofd van het naaiatelier.